# Trampské cigáro

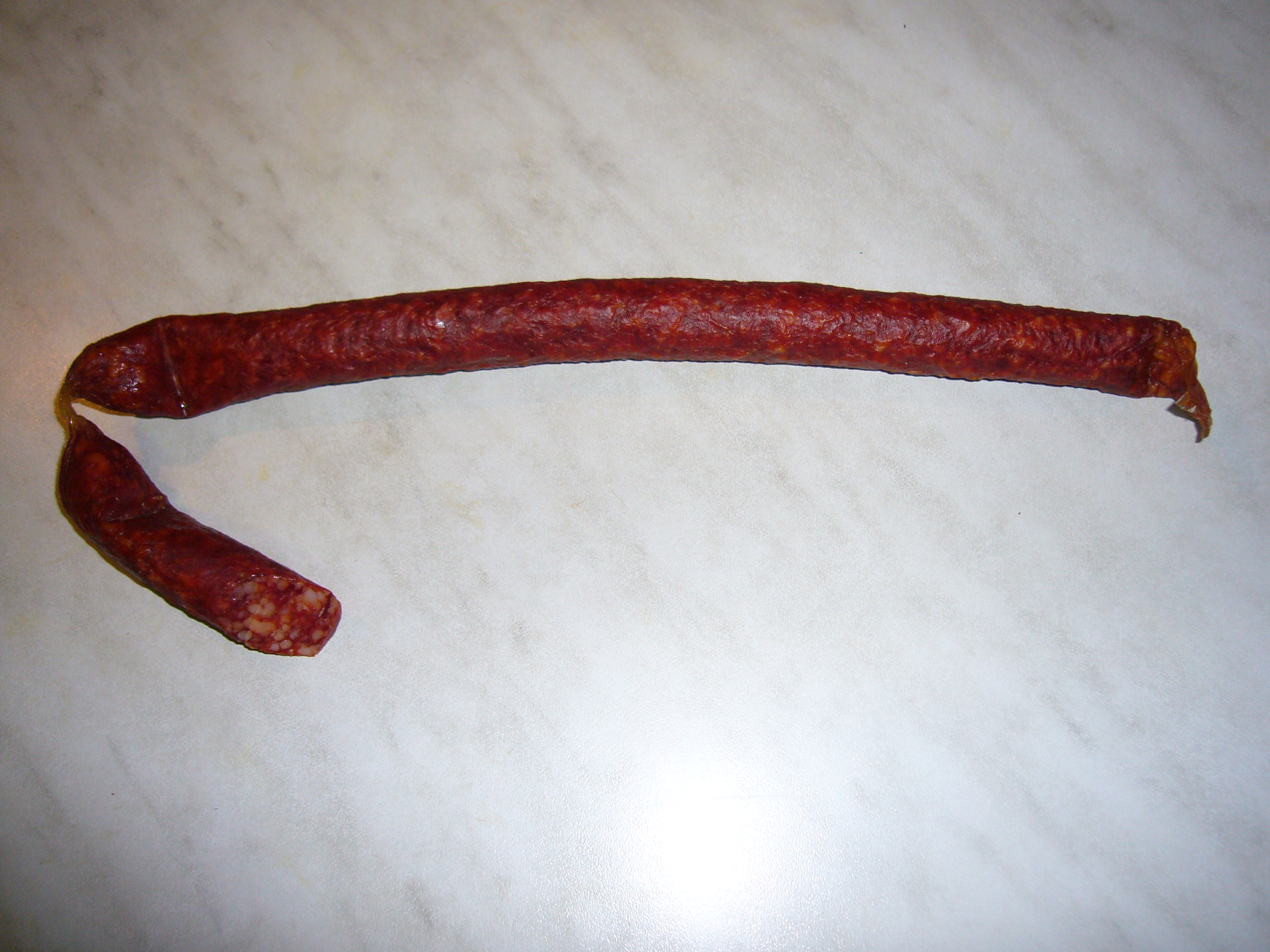
Ukázka cigára

Trampská cigára (trampské cigáro) je druh uzeniny v přírodním dlouhém tenkém střívku.

## Složení
Dle původního receptu se vyrábí se z hovězího a vepřového masa, ze soli a koření.  
Trampská cigára se dají jíst teplá i studená, velmi často se konzumuje bezprostředně po douzení v domácích udírnách. 

## Kvalita
Po zrušení závazných norem počátkem 90. let 20. století se kvalita trampské cigáry zhoršila, do výrobků se začaly přidávat náhradní suroviny, jako strojně oddělené drůbeží maso, vepřové kůže a sádlo, voda v kombinaci se zahušťovadly, různé konzervanty a barviva. Vzhledem k tomu, že strojně oddělené maso nesplňuje dle Specifických požadavků na označování masných výrobků definici pro maso a nesmí proto být při označování masných výrobků započítáváno do deklarovaného obsahu masa, činí skutečný obsah masa v některých trampských cigárách kolem 20 %

U jiných výrobců činí podíl masa 55 % až 60 %. 

Existují však i kvalitní výrobky, u kterých se spotřebitel s náhražkami nesetká.

## Reference

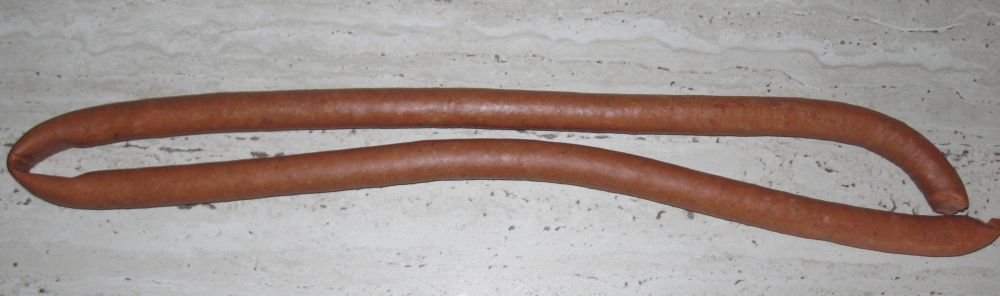
Trampské cigáro